# Milan Vopička
Milan Vopička (* 8. února 1942, Praha) je zakladatel, prezident a majitel firmy Sport-Technik Bohemia, autor programu „Výstavba víceúčelových sportovních hřišť jako prostředek boje proti drogám“, prezident Asociace cechu zhotovitelů umělých trávníků III. generace na území ČR, reprezentant a ligový hokejista, ligový tenista a aktivní sportovec.

## Profese
- podnikatel
- projektant
- majitel společnosti Sport-Technik Bohemia, s.r.o
- vrcholový sportovec
- reprezentant
- hokejový a tenisový hráč

## Rodina

### Rodiče
Otýlie Vopičková (roz. Straková r. 1918); Otto Vopička (1917), řemeslník malíř, (jasný postoj k režimu, morální člověk s mottem: „Dělej věci pořádně, protože jinak nás lidi příště nepozvou. Naše práce musí lahodit oku. Když tě komunisti zametou, tak vezmeš kbelík, štětku, štafle a uživíš se v jakékoliv společnosti. protože umíš malířské řemeslo.“)

### Manželka
Vlasta (roz. Kodešová), 10 let první hráčka Československa v letech 1964–1974, vyhrála 23 světových tenisových turnajů, manželé od roku 1964 dosud.

### Děti a vnoučata
Dcera Vlasta (1971), vrcholová sportovkyně, tenisová hráčka,dnes trenérka. vystudovala Střední průmyslovou školu oděvní, žije v Miami na Floridě (USA), dvě děti Victoria (2008) a William (2012)
Syn Milan (1976), vrcholový sportovec tenista, dnes úspěšný podnikatel, největší prodejce luxusních aut v ČR. Majitel autosalonu se servisem Advantage Cars, manželka Jitka (1976), synové Lukáš (2005) a Milan (2010).

### Sourozenci
Bratr Otto Vopička 1940, výtvarník, písmomalíř.
Bratr Roman Vopička 1956, podnikatel, kafírník – speciální kavárny pro milovníky kávy: „U Omara“ místo pod americkou ambasádou a „U Bruncvíka“ pod  Karlovým mostem u Čertovky, v prostoru, kde měla rodina sklad malířského nářadí.

### Švagr
Švagr Jan Kodeš, vítěz Wimbledonu 1973 a 2× Roland Garros Paříž 1970 a 1971.

### Významní předci
Převážně řemeslníci; v historických knihách uvedeno Jan Vopička, kameník na Kampě (r. 1620).

## Vzdělání
1956–1960 Střední průmyslová škola stavební Praha (kvůli třídnímu původu nepřijat, ale po intervenci otce a generálního ředitele Motorletu Praha p. Janáka,  založena druhá Průmyslová škola stavební Praha Hloubětín v místě Letecké průmyslové školy. V roce 1960 po vystudováni zakončeném maturitou. škola zrušena  a přemístěna do ulice Dušní. 

## Kariéra
Od 6 let pomáhal otci a dědovi v malířském  řemesle, které bylo v rodině po staletí.
1960–1989 Pražský projektový ústav, projektant, šéfprojektant sportovních staveb, postupně hlavni inženýr projektů sportovních areálů, např. Slavia, Sparta. Dukla Juliska, Vodní stavby Hostivař, Club Hotel Průhonice, Centrální tenisový dvorec Štvanice, projekty a stavby vrcholových atletických stadionů s tartanovou drahou, vrcholový odborník sportovních staveb v Československu – znám svojí náročností na detail. vice než 55 let v jedné profesi.
Od 1990 zakladatel. majitel, ředitel. předseda představenstva Sport-Technik Bohemia. a.s. stavební společnost specializované na sportovní stavby na klíč včetně projekce např. sport. areál Club Hotel Průhonice, Škoda ex-port Tichonice. VŠT Košice – atletika. Rozvoj společnosti i do komerční sféry – např. v Praze obchodní centrum Růže, hotel Barcello, Komerční banka Liberec a ČSOB Jablonec nad Nisou atd.
1993 reorganizace společnosti na Sport-Technik Bohemia, s.r.o., spolumajitel, ředitel, jednatel, návrat výhradně ke sportovním stavbám, ujištění zakázky kompletně od geometrického zaměření přes projektovou dokumentaci po realizaci (vše zajištěno vlastními odborníky, např. sportoviště Kramářova vila, atletický stadion pro  Kratochvilovou a L. Formanovou, tenisový areál Řevnice pro M. Navrátilovou, Tenis-center – hotel Milan Vopička Hluboká, Tenis centrum Český Krumlov apod.
Realizace vice než 1600 areálů a sportovišť na území ČR – stavby pro soukromé klienty, sportoviště u hotelových komplexů, školní sportoviště, výstavba sportovišť pro města, obce: největší stavby v poslední době: rekonstrukce atletického stadionu Dukla Juliska (2002), jediný stadion s olympijskými parametry v ČR (pro olympijské vítěze Dvořáka, Šebrleho, Železného), Praha zimní stadion Bronzová, stadion prvních mistrů světa 1947–49„ (2002), všesportovní hala Děčín (2002), sportovní areál Pražačka na Praze 3 (2006), multifunkční areál ČVUT v Praze na Strahově v prostoru Brány borců (2005), největší Icepark v Evropě v Plzni Lochotíně (2006), areál K-Triumf Velichovky (2004), multifunkční areál v Praze 6 — Hanspaulce (2006), sportovní areál Na Dlouhém  Lánu v Praze 6 (2013), 50 fotbalových hřišť s umělým trávníkem III. generace od 2003 do 2016 v ČR s certifikací FAČR a sportovní areál Praha 6 Dědina (2015), oceněný 28.10.2015 v Kolíně nad Rýnem cenou ESTO Avards 1. místo za světovou sportovní stavbu roku 2015 a mnoho dalších.

## Sportovní kariéra

### Hokej
- Od 6 let hokej za Spartak Praha Motorlet
- Bývalý I. ČLTK: – trojnásobný mistr republiky v dorostu
- Spartak Motorlet
- Následně I. liga Dukla Litoměřice
- Motorlet Praha (I. ČLTK)
- Sparta Praha
- 1960–1964 člen reprezentace Československa v ledním hokeji, éra bratří Holíků, Nedomanský, Pospíšil, Machač, Dzurilla, Farda
- I. liga VTŽ Chomutov s legendárním brankářem Mikolášem
- Poté čtyřleté působení ve Slavii Praha
- Aktivní hokejová činnost ukončena 1982 v US Praha, ve všech klubech, kde hrál, patřil mezi nejlepší střelce (až 55 branek za sezónu) – střední útočník, vůdčí osobnost, přehled, cit pro přihrávku, rozhodoval utkání (vždy kapitán mužstva)
- Do současnosti hráč za Old Boys Slavie a Sparty

### Tenis
- Klasický obojživelník hokej – tenis
- Od 1955  tenista I. ČLTK Štvanice – 1960 dorostenecký mistr Československa v družstvech
- Tenisový hráč I. a II. ligy,
- Vstup do tenisové rodiny Kodešů sňatkem s Vlastou Kodešovou v roce 1964 trvajícím dodnes

## Publikační činnost
Autor série článků o výstavbě sportovních hřišť a areálů, povrchů hal, objektů jako sportovišť dalšího tisíciletí pro širokou veřejnost v odborném tisku

## Ocenění
Po ceně Community Award z června 2014 v Istanbulu, uděluje ESTO dne 28. 10. 2015 české firmě Sport-Technik Bohemia  i cenu Sports Award 1. místo světová sportovní stavba roku. Vynikající úspěch v soutěži ESTO, získání tzv. “Stavebního Oskara„ okomentoval generální ředitel společnosti a prezident Asociace zhotovitelů fotbalových hřišť s umělými trávníky Milan Vopička takto
“Cena, kterou jsme obdrželi na kongresu ESTO v červnu 2014 v Tureckém Istanbulu se týkala realizace fotbalového hřiště se špičkovým umělým fotbalovým trávníkem LANO v nové moderní hale v tréninkovém centru Dynama České Budějovice, jejímž prezidentem je fotbalový internacionál Karel Poborský. Tato hrací plocha byla předána jako dar firmy Sport-Technik Bohemia a belgického LANO Sports fotbalové mládeži nejen k tréninkové Činnosti, ale i k soutěžním utkáním dle projektu VICTOR (FAČR) 4+1 5+1 a 7+1 tj. pro potřeby té nejmladší věkové kategorie 6–12 let! Druhou prestižní cenu v kategorii Sports Award za rok 2015 jsem obdržel na slavnostním GALA večeru ESTO v Kolíně nad Rýnem (hotel Hyat) za sportovní areál Dědina v Praze 6. Tento areál jsme vyprojektovali a postavili v rekordně rychlém čase s mou společností Sport-Technik Bohemia. Unikátní komplex zvítězil v konkurenci 300 projektů z celého světa. V areálu se nachází fotbalové hřiště s umělým trávníkem III. generace s certifikací FAČR, tartanový atletický ovál, dvoupatrový moderní objekt se šatnami, občerstvením a sociálním zázemím, vedle kterého se nachází betonová tribuna se speciálními sedačkami, hřiště pro nejmenší, horolezecká stěna, trampolíny a hřiště na badminton, dále jsou tam dva tenisové dvorce, volejbalové kurty a víceúčelové hřiště pro házenou, basket, tenis a volejbal vše v umělých površích. Celý areál je postaven na základě netypického projektového řešení, které odpovídá stavbám v horském terénu, jako např. v Monte Carlu.,„
Dále Milan Vopička:
“Velmi mě těší že ta „malá“ Česká republika se dokázala prosadit mezi velkými světovými projekty. Všem jsme dokázali, že I v Česku jsou machři, kteří to umějí. Tento úspěch je pro mě oceněním celoživotní práce, protože se sportovním stavbám věnuji jako projektant, stavitel a sportovec už od roku 1960. V 74. letech jsem si udělal již podruhé nečekanou radost a dokázal světu, že bude vědět, kde se Česko nachází.„

## Členství
Od 1948 člen I. ČLTK Praha – Štvanice – hokej. a tenis. Oddíl (tenis dodnes, včetně Členů rodiny), dále v současnosti Člen (s celou rodinou) TGC Káraný u Prahy, Člen FAČR v komisi pro stadiony a hrací ploch jako šéf komise umělých trávníků III. generace od r. 2008 dosud, nikdy nebyl člen žádné politické strany dříve ani dnes; 

## Úspěchy
- Vrcholový odborník sportovních staveb i po stránce odvážných architektonických návrhů, umělých povrchů
- Přínos při aplikaci světových technologií před r. 1989 i po r. 1990
- Vytvoření speciální technologie výstavby sportovišť v ČR a její prosazení i na půdě Parlamentu ČR - autor programu “Výstavba víceúčelových sportovních hřišť„ jako prostředek boje proti drogám – výstavba sportovišť na úrovni nového tisíciletí zejm. pro školní mládež (nejen pro vrchol. sport), akce začala v Praze, kde bylo postaveno více než 500 školních hřišť, následně od r. 2000 prosazení myšlenky (do rozpočtu republiky) na území celé ČR – výstavba dalších několika stovek hřišť ve všech koutech ČR,
- Organizátor významných sportovně-společenských akcí – Jágr Team Cup 1998- 2001 v TC Milan Vopička v Hluboké nad Vltavou
- Mistrovství Evropy družstev žen 2000, 2001 v TC Č. Krumlov
- Mezinárodní tenisový turnaj žen WTA FCC Czech Open 2002 v TC Č. Krumlov
- Společenské setkání prezidenta V. Klause s umělci a sportovci na Štvanici 2002 aj., 1986–1999 člen organizačního výboru a týmu tenisového turnaje Prag Czech Open – Štvanice
- Založení dynastie sportovní firmy, vrcholový sportovec, projektant, stavitel.
- 2002 při povodních zničeno více než 30 % majetku firmy – do roka opět obnoveno

## Záliby
Sport všeobecně – hokej, kopaná, tenis především, cestování, pop-music, fotografování a divadlo.

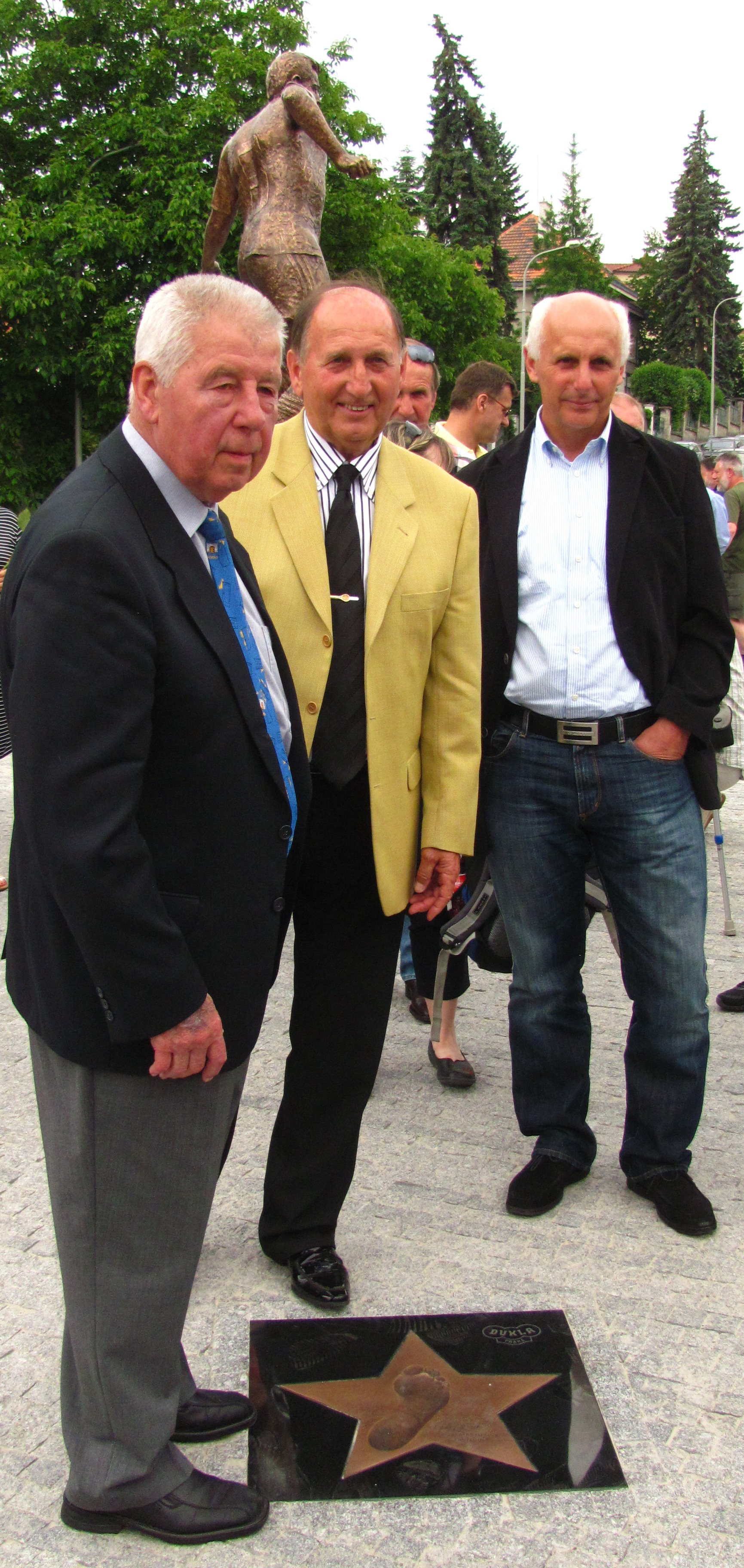
S Josefem Masopustem při odhalení jeho sochy u stadionu Dukly Praha na pražské Julisce v roce 2012

## Osobní významné okamžiky
1. Založen nultý ročník stavební průmyslové školy
2. 1. místo Světová sportovní stavba roku 2015 Spotovní areál Dědina Praha 6[7]
3. realizace projektu sochy pro fotbalistu J. Masopusta (Vopička, Voženílek, Nálepa). Milan Vopička jako hlavní iniciátor realizace sochy k tornu dodává: “Motem této mé myšlenky byla obrovská úcta k legendárnímu Masopustovi a jeho generaci. Nechtěl jsem dopustit, že by si nikdo v dnešní uspěchané době nevzpomněl na tuto generaci a tak jsem přemluvil akademického sochaře Pepu Nálepu, aby se pustil do díla. Kromě Petra Voženílka mi nikdo nepomohl. Musel jsem zajistit peníze na bronzovou sochu v nadživotní velikosti a ovlivnit všechny lidi kolem sebe. Když jsme sochu chtěli slavnostně odhalit k osmdesátinám fotbalové legendy pana Masopusta, musel jsem dále za své peníze postavit tribunu, koupit židličky pro bývalé reprezentanty a jejich doprovod, zaplatit pořadatele, květiny i raut. Nikdo mi nepomohl. Po odhalení sochy hrála hudba hradní stráže státní hymnu a to bylo pro mě to největší vítězství. Moje osobní radost byla v tom, že Masopust vyhlášený experty jako fotbalista století takto důstojně oslavil osmdesáté narozeniny. Tímto činem jsem vzdal hold fotbalovému velikánovi a jeho slavné generaci.„
4. Dvě publikace: Cesty k úspěchu a Cesty životem, autor J. A. Krysek říká: ,Jedná se o příběh člověka, který je zcela jedinečný v tom smyslu, že vypovídá o kariéře vrcholového sportovce, který stejně jako ve sportu prokázal své kvality a schopnosti v oblasti zcela odlišně, v podnikání. Toto neobvyklé spojení sportovce a podnikatele nemá v České republice srovnání. Bylo o něm napsáno snad úplně všechno, kdybych seřadil články s časopisů a novin, byla by to určitě objemná kniha. Už některé z titulků svědčí o nepřehlédnutelné osobnosti: Diktátor a jeho rádce, Dárek tenisty hokejistům, Lidé v našem městě, Když všechno vzala voda, Milan Vopička staví na detailu, Atletická pohádka ve Vodrantech, Udělám z Průhonic Monte Carlo, Někdo ho uznává, jiný nemůže vystát, Nejlepší hokejisté světa  na Hluboké, Bývalý reprezentant Vopička staví sportovní areály. Co nestihli Rožemberkové, Hokejista, tenista, majitel a ředitel postavil se svou firmou na 1600 sportovních areálů, Česká firma Milana Vopičky získala stavebního Oskara za světovou sportovní stavbu roku 2015. Když jsem se Milana zeptal, na pocit největšího zadostiučinění ze sportu nebo podnikání. odpověděl. V sedmdesátých letech uteklo do zahraničí hodné lidí, mezi nimi i mnoho mých kamarádů. I já dostal řadu nabídek, abych v cizině zůstal. To však nepřipadalo v úvahu. Nejsem a nikdy jsem nebyl v žádné politické straně, patřím do Čech a vždy jsem chtěl něco dokázat, ale doma... Firmu považuji za větší zadostiučinění než sport, protože “slavné sportovce„ si pamatují možná dvě generace lidí, ale potom zapomenou, ale hřiště a stadiony zde budou daleko déle. “Na hokejistu nebo tenistu Vopičku se rovněž po letech zapomene, ale na stavaře Vopičku si mnozí lidé i po dlouhých letech rádi vzpomenou.„[1][8]

## Další aktivity
Majitel sportovních areálů: Tennis Center – Hotel Milan Vopička v Hluboké nad Vltavou (od 1992), Tenis Centrum Řepy (od 1998), a další.